# Минский завод игристых вин
ОАО «Минский завод игристых вин» (ранее — Минский завод шампанских вин; бел. ААТ «Мінскі завод пеністых він») — белорусская компания, расположенная в Минске. Завод производит 70% игристых вин в Республике Беларусь.

## История
Строительство завода шампанских вин началось в соответствии с приказом Министерства пищевой промышленности БССР от 18 апреля 1978 года № 116. В 1980 году началась установка немецкого оборудования. Проектная мощность завода составила 5125 тыс. бутылок в год. В 1995 году было установлено новое импортное оборудование.
Завод был переименован в 2001 году в связи с распространением действия Парижской конвенции по охране промышленной собственности на товарный знак «шампанское» на территорию Республики Беларусь. В 2004 году организовано производство виноградных натуральных вин; к заводу было присоединено сельскохозяйственное предприятие «Красный май» в Пуховичском районе Минской области. В 2007—2010 годах была проведена новая модернизация оборудования завода, благодаря чему мощности по производству игристых вин выросли до 1356 тыс. дал в год (около 18 млн бутылок). К 2014 году мощности были доведены до 1465 тыс. дал.
В 2012 году была произведена дополнительная эмиссия акций предприятия (25% от уставного фонда), которая широко освещалась в СМИ как «народное IPO». Поскольку задуманный изначально лимит на скупку акций в одни руки (999 штук) был отменён, большую часть дополнительной эмиссии купила компания Юрия Чижа «Трайпл».

## Современное состояние
Минский завод игристых вин производит игристые вина (выдержанные и без выдержки), а также виноградные вина без выдержки из импортируемых виноматериалов (натуральные и специальные). Производство игристых вин 2016 году составило 1069 тыс. дал (использование мощностей — 73%), пик был достигнут в 2013 году (1401 тыс. дал). Завод производит более 70% игристых вин в Республике Беларусь (второй производитель — частный ЗАО «Минский завод виноградных вин»). Выпускалось 11 наименований вин виноградных натуральных, общий объём производства в 2016 году — 91 тыс. дал.
Выручка предприятия от реализации продукции, работ, услуг в 2016 году составила 55,1 млн руб. (около 27 млн долларов), чистая прибыль — 11,2 млн руб. (около 5 млн долларов).
В 2016 году 93,9% продукции было реализовано на внутреннем рынке, 6,1% поставлено на экспорт в различные страны Европы, Азии и Северной Америки.